# Subsidio cruzado
El subsidio cruzado es una práctica comercial en la cual una empresa utiliza los ingresos generados por un producto o servicio para cubrir las pérdidas asociadas a otro producto o servicio. Esta estrategia permite a la empresa fijar precios más bajos para ciertos productos o servicios y compensarlo con precios más altos en otros. Aunque esta práctica puede tener beneficios en algunos contextos, también plantea preocupaciones desde el punto de vista de la competencia económica y el bienestar del consumidor.

## Características
En el subsidio cruzado, los precios de los productos o servicios no están determinados únicamente por los costos individuales de producción, sino que se basan en un enfoque estratégico. Una empresa puede elegir fijar un precio por debajo del costo de producción de un producto, financiando esta pérdida con los ingresos obtenidos de otros productos que generan un mayor beneficio económico.
Por ejemplo, una empresa podría vender un servicio básico a un precio muy bajo, incluso con pérdidas, para atraer clientes, mientras obtiene ganancias significativas mediante la venta de productos complementarios o servicios adicionales a precios más altos. Este tipo de prácticas han sido identificadas como comunes en sectores como las telecomunicaciones, donde los costos de servicios básicos pueden ser compensados por tarifas más elevadas en servicios premium.

## Beneficios potenciales
El subsidio cruzado puede ser una estrategia empresarial eficaz para alcanzar ciertos objetivos comerciales, como:
- Promoción de productos nuevos: Permite a las empresas lanzar productos nuevos al mercado a precios más bajos para atraer a los consumidores y generar más demanda.[4]
- Economías de escala: Facilita la distribución de costos fijos entre múltiples productos o servicios, lo que puede hacer que los precios generales sean más competitivos.[2]
- Acceso para grupos vulnerables: En ciertos casos, los subsidios cruzados pueden utilizarse para proporcionar servicios esenciales a precios accesibles para grupos de bajos ingresos, financiados con los ingresos de consumidores de mayor poder adquisitivo.[3]

## Riesgos y desventajas
Sin embargo, el subsidio cruzado también tiene implicaciones negativas, especialmente en mercados competitivos:
- Reducción de la competencia: Una empresa que utiliza subsidios cruzados para fijar precios por debajo del costo puede eliminar a competidores que no tienen los mismos recursos financieros, concentrando el poder de mercado en pocas manos.[1]
- Distorsión del mercado: Los precios no reflejan los costos reales de los productos o servicios, lo que puede dificultar que los consumidores tomen decisiones informadas.[2]
- Prácticas anticompetitivas: Si el objetivo del subsidio cruzado es expulsar a competidores del mercado, esta práctica puede ser considerada anticompetitiva e ilegal en muchas jurisdicciones.[4]

## Aspectos legales y regulatorios
El subsidio cruzado no siempre es ilegal, y su legalidad depende de las circunstancias específicas en las que se lleve a cabo. Los reguladores y autoridades antimonopolio suelen evaluar varios factores para determinar si un caso particular de subsidio cruzado es perjudicial para la competencia o los consumidores.

### Factores de evaluación
- Costos de producción: Se analiza si los precios fijados para el producto subsidiado están por debajo de los costos de producción.[2]
- Estructura de precios: Se evalúa si la estrategia de precios tiene un propósito legítimo, como la promoción de productos, o si busca eliminar a la competencia.[4]
- Intención de la empresa: La intención detrás de la práctica es un elemento clave. Si se demuestra que el objetivo es limitar la competencia, la práctica puede considerarse anticompetitiva.[1]
- Impacto en el Mercado: Los reguladores examinan cómo afecta el subsidio cruzado al mercado en términos de competencia, disponibilidad de productos y bienestar del consumidor.[2]

## Ejemplos
En algunos sectores, como los servicios públicos o la atención médica, los subsidios cruzados están regulados para garantizar que beneficien a los consumidores y no distorsionen el mercado. Por ejemplo:
- En las telecomunicaciones, las tarifas de servicios básicos suelen estar subsidiadas por servicios premium, pero estas prácticas están sujetas a supervisión regulatoria para evitar abusos.[2]
- En la aviación, las aerolíneas pueden utilizar rutas internacionales rentables para subsidiar vuelos locales que no son económicamente viables, promoviendo la conectividad regional.[3]

En contraste, en mercados como el minorista, donde los márgenes de ganancia son más ajustados, el subsidio cruzado puede interpretarse como una forma de dumping predatorio, una práctica que puede ser sancionada bajo leyes de competencia económica.